# 小原愼司
小原 愼司 （おはら しんじ、1969年9月10日 - ）は、日本の漫画家。大阪府在住。

## 人物
漫画家を目指して勤めていた会社を辞め、実家の印刷業を手伝いつつ作品を投稿、1993年アフタヌーン四季賞春のコンテストにて『お姉さんといっしょ（『ぼくはおとうと』第1話）』で四季大賞を受賞しデビュー。
探偵ものや古典SFなどレトロな題材を好んで描く。また『菫画報』で幽霊話も好きだと明かし、2006年から『月刊アフタヌーン』で連載された『パノラマデリュージョン』は作品そのものがオバケを題材にした話である。『二十面相の娘』は2008年にTVシリーズとしてアニメ化されている。
石黒正数と親交がある。

## 作品リスト

### 連載作品
年は雑誌掲載年を示す。
- ぼくはおとうと（1993年 - 1994年、月刊アフタヌーン、講談社、全1巻、コミックパークよりオンデマンド出版での再版有り）
- 菫画報（1996年 - 1999年、月刊アフタヌーン、全4巻）
- 二十面相の娘（2002年 - 2007年、コミックフラッパー、メディアファクトリー、全8巻）
  - 二十面相の娘 うつしよの夜（2007年 - 2008年、コミックフラッパー、全2巻）
  - 二十面相の娘 少女探偵団（2008年 - 2009年、コミックフラッパー、全1巻）
- パノラマデリュージョン（2006年 - 2008年、月刊アフタヌーン、全3巻）
- コジカは正義の味方じゃない（2010年 - 2011年、コミックフラッパー、全2巻）
- 地球戦争 THE WAR OF THE HUMAN（2012年 - 2014年、月刊!スピリッツ、小学館、全5巻）
- 星のポン子と豆腐屋れい子（2013年、作画：トニーたけざき、月刊アフタヌーン、講談社、全1巻）※原作担当
- 青猫について（2016年 - 2017年、やわらかスピリッツ、全2巻）
- 蟲愛づる姫君の結婚〜後宮はぐれ姫の蠱毒と謎解き婚姻譚〜（2022年 - 2024年、原作：宮野美嘉、キャラクター原案：碧風羽、作画：楽楽、やわらかスピリッツ、全4巻（未完）[1]）※ネーム担当

### 読み切り作品
すべて単行本未収録。
- junkie-gentleman（1999年、アフタヌーンシーズン増刊、講談社）
- リボンの騎士予告編（1999年、COMIC CUE vol.6、イーストプレス）
- HONG KONG-A（1999年、COMIC CUE vol.7）
- GP異聞（2000年、COMIC CUE vol.8）
- 課外授業（2000年、COMIC CUE vol.9、作画：黒田硫黄）※黒田硫黄の短編集『黒船』に収録
- 二十二世紀中学生気質（2003年、COMIC CUE vol.300）
- 05:45水之宮（2004年、月刊アフタヌーン）※『パノラマデリュージョン』の読み切り版
- カノジョの受難（2009年、コミックフラッパー10月号）

### その他
- テレビアニメ ダンス イン ザ ヴァンパイアバンド（2010年） - 第3話エンドカード
- テレビアニメ それでも町は廻っている（2010年） - 第3話提供バックイラスト